# Pajapita (kommunhuvudort i Guatemala)
Pajapita är en kommunhuvudort i Guatemala.   Den ligger i departementet Departamento de San Marcos, i den västra delen av landet, 160 km väster om huvudstaden Guatemala City. Pajapita ligger 88 meter över havet och antalet invånare är 8 164.
Terrängen runt Pajapita är platt åt sydväst, men åt nordost är den kuperad. Runt Pajapita är det tätbefolkat, med 286 invånare per kvadratkilometer. Närmaste större samhälle är Coatepeque, 18,3 km öster om Pajapita. Omgivningarna runt Pajapita är en mosaik av jordbruksmark och naturlig växtlighet.